# Грејт Нек Плаза (Њујорк)
Грејт Нек Плаза (енгл. Great Neck Plaza) град је у америчкој савезној држави Њујорк.

## Демографија
По попису из 2010. године број становника је 6.707, што је 274 (4,3%) становника више него 2000. године.
| Група             | 2000.         | 2010.         |
| Белци             | 5.560 (86,4%) | 5.205 (77,6%) |
| Афроамериканци    | 107 (1,7%)    | 101 (1,5%)    |
| Азијати           | 194 (3,0%)    | 778 (11,6%)   |
| Хиспаноамериканци | 469 (7,3%)    | 526 (7,8%)    |
| Укупно            | 6.433         | 6.707         |